# Hat Island, Nunavut
Hat Island är en ö i Kanada.   Den ligger i territoriet Nunavut, i den nordöstra delen av landet, 3 800 km norr om huvudstaden Ottawa. Arean är 2,2 kvadratkilometer.
Terrängen på Hat Island är platt. Öns högsta punkt är 191 meter över havet. Den sträcker sig 2,5 kilometer i nord-sydlig riktning, och 1,6 kilometer i öst-västlig riktning.